# Traktor Sport Place
Traktor Sport Palace är en inomhusarena i Tjeljabinsk i Ryssland. Arenan används för olika inomhusevenemang och är hemmaarena för Traktor Tjeljabinsk i Kontinental Hockey League. Kapaciteten på arenan är cirka 7 500 åskådare och ersatte Yunost Sport Palace som hemmaarena för Traktor.

## Uppförande
Arenan ritades av Skanska som tidigare arbetat på Atlant Mytisjtjis hemmaarena Mytisjtji Arena. Bygget påbörjades under våren 2007 och var ursprungligen förväntad att stå klar i slutet av säsongen 2008/2009. På grund av efterföljande konstruktionsproblem flyttades dock den officiella invigningen fram till i januari 2009. Den första hockeymatchen på den nya arenan spelades mot Metallurg Magnitogorsk, en match Traktor vann med 3-2.
Den 15 februari 2013 blev arenan skadad av tryckvågen från explosionen i meteoritnedslaget i Tjeljabinsk.